# محمود بهمنی
محمود بهمنی (زاده ۱۳۲۶) سیاستمدار ایرانی است که رئیس کل بانک مرکزی ایران از سال ۱۳۸۷ تا ۱۳۹۲ و نماینده ایران در صندوق بین‌المللی پول بود. وی همچنین نماینده دوره دهم مجلس شورای اسلامی از حوزه انتخابیه ساوجبلاغ، طالقان و نظرآباد بوده است.

## زندگی
محمود بهمنی متولد سال ۱۳۲۶ در روستای فشند از توابع شهرستان هشتگرد استان البرز است. او لیسانس اقتصاد گرایش بانکداری، فوق لیسانس مدیریت بانکداری و دکترای مدیریت بازرگانی و سابقهٔ تدریس در دانشگاه آزاد اسلامی و مؤسسه عالی بانکداری و تدریس در دوره‌های مدیریت میانی و عالی بانک را دارد. تألیفات او شامل کتاب بانکداری داخلی، کتاب بانکداری ۲ (عقود اسلامی) و اصول بانکداری است.

## مسئولیت‌ها

### پیش از تصدی ریاست بانک مرکزی
او پیش از تصدی دبیر کلی بانک مرکزی، دارای سمت‌هایی چون معاونت و ریاست اعتبارات کل بانک ملی ایران، ریاست ادارات سرمایه‌گذاری، سازمان و روش‌های بانک، مدیریت امور معاملات و تسهیلات و بررسی طرح‌ها بوده است.
بهمنی در سال‌های ۱۳۷۹ تا ۱۳۸۶ عضو هیئت مدیره بانک ملی ایران بوده و در هیئت مدیره برخی شرکت‌های تحت پوشش بانک ملی همچون شرکت سرمایه‌گذاری آزادراه‌ها، لاستیک کرمان، چاپخانه بانک ملی و… به نمایندگی این بانک عضویت داشته است.

### رئیس کل بانک مرکزی
بهمنی از سال ۱۳۸۷ تا ۱۳۹۲ با حکم محمود احمدی‌نژاد جایگزین طهماسب مظاهری در منصب ریاست بانک مرکزی ایران شد. با آغاز کار دولت یازدهم، ولی‌الله سیف جایگزین بهمنی شد.

### نمایندگی مجلس
بهمنی در سال ۱۳۹۴ به صورت مستقل در انتخابات مجلس شورای اسلامی شرکت کرد و از حوزه انتخابیه ساوجبلاغ، طالقان و نظرآباد به مجلس دهم راه یافت.

## اقدامات و عملکرد
طی سال‌های ریاست محمود بهمنی در بانک مرکزی ایران، این نهاد بیش از پیش تضعیف شد. نقدینگی و تورم اوج گرفت و بازار ارز ایران در آشفتگی فرورفت و نظام ارزی ایران دوباره دو نرخی شد. در عرصهٔ اطلاع‌رسانی اقتصادی نیز آماردهی اقتصادی بانک مرکزی ایران که پیش از آن کمابیش مورد استناد بود، به شدّت سقوط کرد و حتی در این زمینه نیز به فرمانبری مطیع برای دولت محمود احمدی‌نژاد تبدیل شد؛ تا جایی که از انتشار نرخ رشد و نرخ تورم ایران خودداری کرد و موقعیت بانک مرکزی به عنوان یک منبع اصلی آماری اقتصادی تضعیف گشت.
در طول دورهٔ ریاست وی، نرخ ارز ۳ برابر، میزان تورم ۲ برابر و میزان نقدینگی از ۱۷۷ هزار میلیارد تومان به ۴۷۳ هزار میلیارد تومان رسید. با این حال، بهمنی از عملکرد خود در دورهٔ ریاستش دفاع و تنزل شاخص‌های اقتصادی را به دلیل طرح هدفمندسازی یارانه‌ها و تحریم‌های علیه ایران دانست. همچنین اوّلین اختلاس بزرگ بانکی در ایران که معروف به اختلاس ۳ هزار میلیارد تومانی است، در زمان ریاست محمود بهمنی در بانک مرکزی رخ داد.
عملکرد ضعیف محمود بهمنی در بانک مرکزی باعث شد تا نمایندگان مجلس شورای اسلامی طرح تحقیق و تفحص از این نهاد را تصویب کنند که با انتقاد وی مواجه گشت و او در این باره مدعی شد: «در شرایطی که شمشیر به دست، جبهه‌ای در برابر ما گشوده شده و می‌خواهند از پشت به پس گردن ما بزنند، طرح تحقیق و تفحص بی‌انصافی است.» همچنین دیوان محاسبات ایران نیز «به‌خاطر برداشت غیرقانونی شبانه از حساب بانک‌ها» برای محمود بهمنی، رئیس کل وقت بانک مرکزی، حکم انفصال از خدمت صادر کرد؛ امّا وی گفت که «باز هم قرار است دو هزار میلیارد تومان از حساب‌ها برداشت کنیم. اگر این پول‌ها برداشت نمی‌شد، در ارتباط با پرداخت حقوق نیز با مشکل روبه‌رو می‌شدیم؛ بنابراین پول کارکنان را تأمین کرده‌ایم.»
بررسی رفتار و عمکرد او در منصب ریاست کل بانک مرکزی ایران نشان می‌دهد که وی یکی از سازگارترین رؤسای کل بانک مرکزی با دولت بود. وی در ۶ سال ریاستش، کارنامه‌ای ناکارآمد داشت و بارها با وعده‌های نه‌چندان کارشناسی خود بازارها را از تعادل خارج کرده بود. کارنامهٔ محمود بهمنی نشان می‌دهد که سازگار شدن او با دولت موجب انبوهی از ناکارآمدی‌های منتج به رانت و فساد شد؛ با این حال، همین همراهی او با دولت باعث شد تا سمتش را تا پایان دورهٔ ریاست‌جمهوری محمود احمدی‌نژاد حفظ کند.

## حواشی
امیر بهمنی، فرزند محمود بهمنی در زمان نمایندگی او در مجلس شورای اسلامی از حوزه انتخابیه ساوجبلاغ، نظرآباد و طالقان به عنوان شهردار شهر هشتگرد مرکز شهرستان ساوجبلاغ انتخاب شد که بسیاری محمود بهمنی را در این انتخاب دخیل می‌دانند.